# Rozendaalse Veld
Das Rozendaalse Veld, auch Rozendaalsche Veld genannt, ist die höchste Erhebung der Provinz Gelderland in den Niederlanden. Es ist 110 Meter hoch und größtenteils mit Heide bedeckt. Es entstand durch eine Eisrandlage.
Koordinaten: 52° 1′ N, 5° 57′ O